# Tephritomyia grisea
Tephritomyia grisea är en tvåvingeart som först beskrevs av Munro 1934.  Tephritomyia grisea ingår i släktet Tephritomyia och familjen borrflugor. Inga underarter finns listade i Catalogue of Life.